# تس هالیدی
تس هالیدی (به انگلیسی: Tess Holliday) (زاده ۵ ژوئیهٔ ۱۹۸۵) مدل آمریکایی است.